# 松阪市立宮前小学校
松阪市立宮前小学校（まつさかしりつ みやまえしょうがっこう）は三重県松阪市の市立小学校。2022年5月1日現在の児童数は66人。

## 通学区域
- 飯高町宮前、飯高町下滝野、飯高町野々口、飯高町作滝、飯高町赤桶、飯高町田引[2]

## 進学先中学校
- 松阪市立飯高中学校[3]

## 地域開放型図書館
松阪市飯高地域は、地理的に松阪市図書館（松阪図書館・嬉野図書館）を利用しにくい環境にあるため、小学校内に地域開放型図書館「みんなの堂山Books」を開設している。学校の休校日を除く毎週木曜日の13時30分から15時30分まで開館しており、松阪市在住・在勤であれば、図書室利用カードの発行を受けて利用することができる。図書室利用カードは入館証を兼ねるため、貸出利用の予定がなくとも、図書館利用時は持参する必要がある。
貸出は1人5冊までで、2週間借りることができる。学校図書館の本や、取り寄せた松阪市図書館の本を借りることもできるが、松阪市図書館の本を借りる際は、松阪市図書館の利用カードが別途必要である。

## 関連人物

### 教職員
- 小津安二郎 - 代用教員を務めた。

### 出身者
- 滝野要 - 元プロ野球選手（中日ドラゴンズ）[6]